# 아 유 레디? (영화)
"아 유 레디?"는 2002년에 개봉한 대한민국의 영화이다.

## 캐스팅
- 김정학 : 유강재 역
- 김보경 : 단주희 역
- 안석환 : 황 노인 역
- 이종수 : 정현우 역
- 천정명 : 봉준구 역
- 박준화 : 맹찬희 역
- 이호성 : 엔터테이너 역
- 윤원석 : 백상어 역
- 고수희 : 큰엄마 역
- 정승원 : 민정 역
- 한혜진 : 소라 역
- 하재성 : 고교 강재 역
- 강현미 : 주희 모 역
- 신영일 : 소대원 1 역
- 박정률 : 소대원 2 역
- 허동훈 : 소대원 3 역
- 김태현 : 소대원 4 역
- 차재근 : 소대원 5 역
- 차미정 : 깻잎소녀 1 역
- 이유정 : 깻잎소녀 2 역
- 이예림 : 황 노인 며느리 역
- 장준영 : 황 노인 손자 역
- 최정자 : 할머니 역
- 우수한 : 기자 역
- 성인자 : 강재 모 역
- 김광진 : 주희 부 역
- 한보배 : 6살 주희 역
- 이슬기 : 12살 주희 역
- 박건태 : 상호 역
- 이수현 : 보람 역
- 박재용 : 곰연기 1 역
- 문경태 : 곰연기 2 역
- 맹요섭 : 곰연기 3 역
- 이규호 : 공연기 4 역
- 김태욱 : 강재친구들 역
- 김지수 : 강재친구들 역
- 고규필 : 강재친구들 역
- 정운선 : 소라친구들 역
- 조민정 : 소라친구들 역
- 우경진 : 소라친구들 역
- 신윤영 : 소라친구들 역
- 이대수 : 준구친구들 역
- 한대현 : 준구친구들 역
- 이지영 : 사파리 도우미 역
- 손지혜 : 도우미들 역
- 김미영 : 도우미들 역
- 신화수 : 간호사 역
- 김준영 : 꼬마 역
- 이미숙 : 꼬마엄마 역
- 김호석 : 현장공사감독 역
- 김동효 : 현장 인부 역